# Lattrop
Lattrop est un village situé dans la commune néerlandaise de Dinkelland, dans la province d'Overijssel. Le 1er janvier 2008, le village comptait 890 habitants.
Lattrop forme avec le hameau de Breklenkamp le village-jumeau de Lattrop-Breklenkamp.

## Personnalités nées à Lattrop
- Johan Barthold Jongkind (1819-1891) peintre, aquarelliste et graveur, considéré comme l'un des précurseurs de l'impressionnisme.
- Margaretha Hendrika Maria Groeneveld, dite Marga Bult également connue sous le pseudonyme Marcha (née en 1956), chanteuse, animatrice et présentatrice de télévision. Elle est la représentante des Pays-Bas au Concours Eurovision de la chanson 1987.